# Trzmiel kamiennik
Trzmiel kamiennik (Bombus lapidarius) — gatunek owada z rodziny pszczołowatych. Zaliczany do pszczół właściwych, plemienia trzmielowatych (Bombini).

## Wygląd

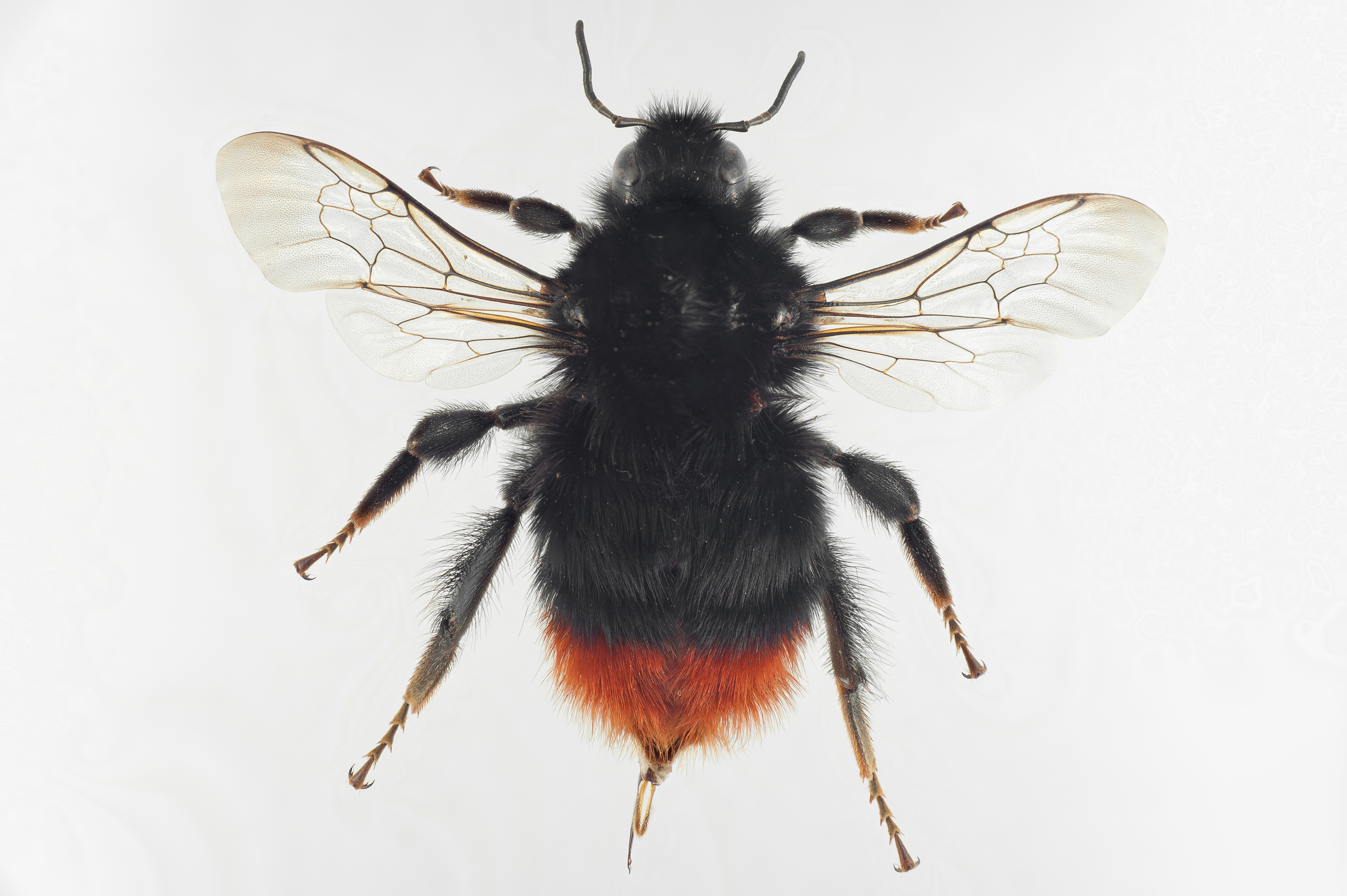
Widok z góry – samica (brak żółtych włosków, jak u samca)

Całe ciało samicy czarno owłosione, tylko koniec odwłoka porośnięty czerwonymi włoskami. Samiec ma dodatkowo żółte włoski na przodzie tułowia i głowie. Długość ciała wynosi 10–22 mm.

## Występowanie
Trzmiela kamiennika można spotkać w całej Europie. W Polsce jest często spotykany. Gniazda zakłada w podziemnych norach małych ssaków, budkach lęgowych oraz pod kamieniami (stąd jego nazwa). Rodziny mogą liczyć ponad 500 osobników. 

## Pokarm

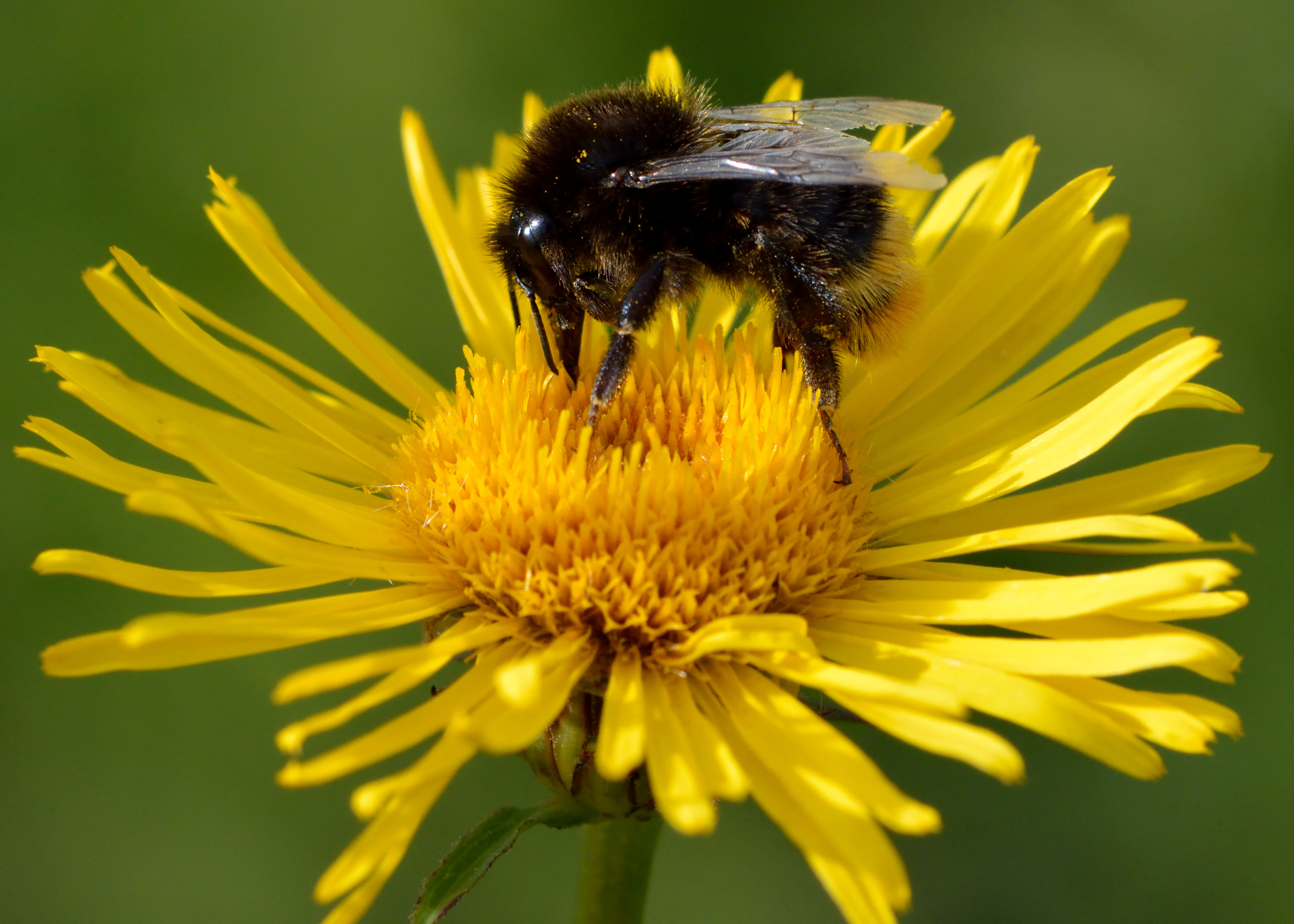
Trzmiel kamiennik szczególnie upodobał sobie kwiaty w kolorze żółtym.

Żywi się pyłkiem i nektarem kwiatów. Chętnie odwiedza kwiaty koloru żółtego, ale nie jest wyspecjalizowany pokarmowo, może korzystać z co najmniej 360 gatunków roślin. W szczególności lubi kwiaty roślin z rodzaju czosnek (Allium). Należy do trzmieli krótkojęzyczkowych. 

## Ochrona w Polsce
Trzmiel kamiennik jak i pozostałe trzmiele w Polsce podlega częściowej ochronie gatunkowej. Do 2016 roku tylko ten gatunek, oprócz trzmiela ziemnego był objęty takim rodzajem ochrony. Wcześniej pozostałe gatunki były objęte pełną ochroną gatunkową, co utrudniało ich hodowlę.